# ストックホルム症候群
ストックホルム症候群（ストックホルムしょうこうぐん、英: Stockholm syndrome、典: Stockholmssyndromet）は、誘拐事件や監禁事件などの犯罪被害者についての臨床において、被害者が犯人との間に心理的なつながりを築くことをいう。ただし臨床心理学における心理障害（精神障害）ではなく、心的外傷後ストレス障害として扱われる。スウェーデン国外のメディアが事件発生都市名、ストックホルムに基づいて報道した経緯がある。
連邦捜査局の人質データベース・システム (HOBAS) や『FBI Law Enforcement Bulletin』報告書によれば、犯人と心理的なつながりを示す根拠がみられる人質事件の被害者は約8%にすぎない。
メディアや臨床心理学においては、被害者が犯人と心理的なつながりを築くことについて「好意的な感情を抱く心理状態」と判断して表現しているものが多い。さらに誘拐や監禁以外の被害者の反応についても表現されるようになり、ストックホルム症候群という用語の用法にも方言がある。

## 経緯

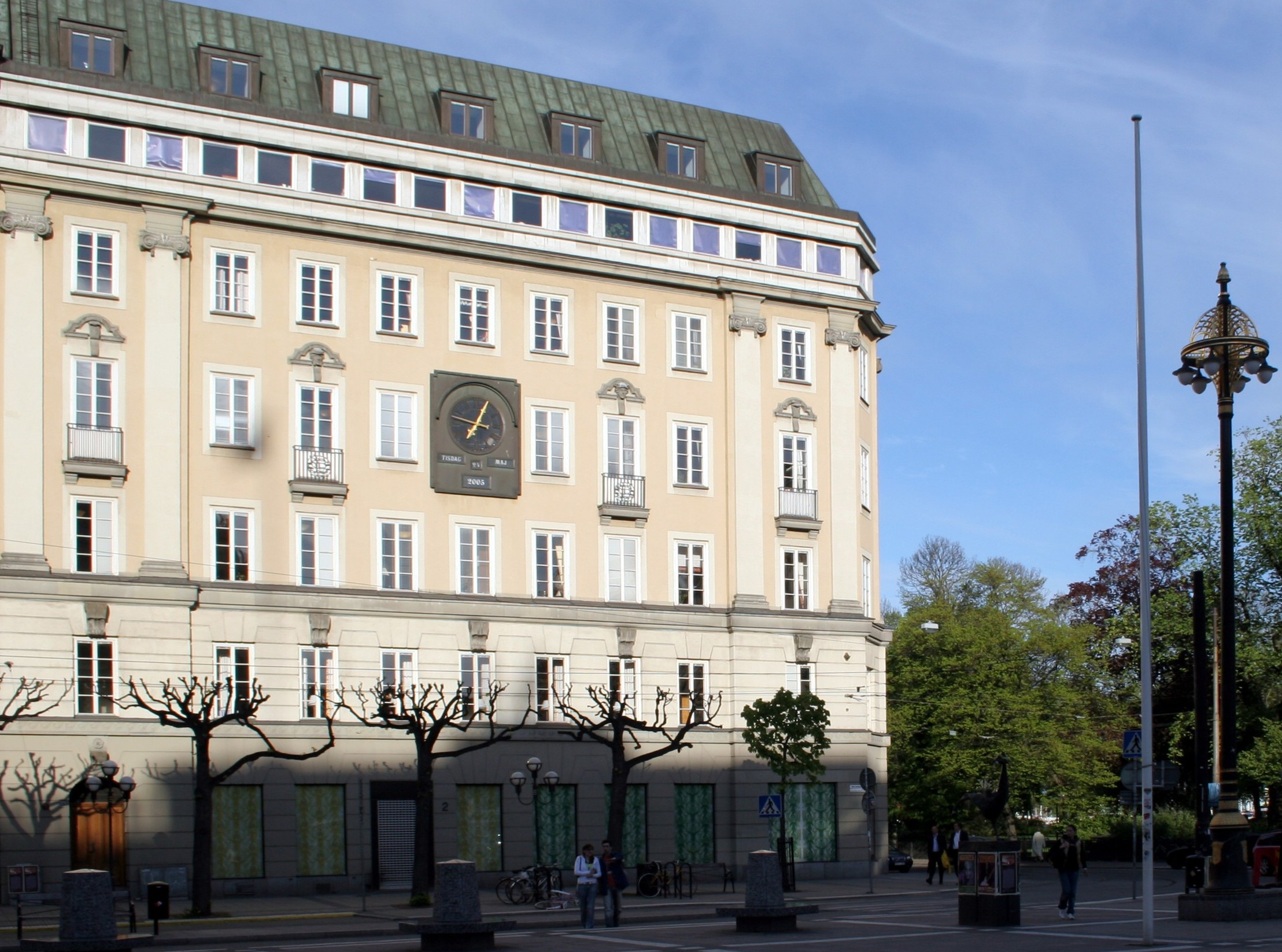
ノルマルム広場強盗事件の舞台となった旧クレジット銀行の建物。2005年撮影。

1973年8月、ストックホルムにおいて発生した銀行強盗人質立てこもり事件（ノルマルム広場強盗事件）において、人質解放後の捜査で、犯人が寝ている間に人質が警察に銃を向けるなど、人質が犯人に協力して警察に敵対する行動を取っていたことが判明した。また、解放後も人質が犯人をかばい警察に非協力的な証言を行った。
スウェーデン国内で、犯罪学者で精神科医でもあるニールス・ベジェロット (Nils Bejerot) が「ノルマルム広場症候群」を意味する Norrmalmstorgssyndromet と呼んだ。それをスウェーデン国外のメディアは「ストックホルム症候群 (Stockholm syndrome)」と報道した。
最初期に、この問題を調査したアメリカ人のフランク・オックバーグ (Frank Ochberg) 博士は、FBIとイギリス警察の交渉担当者に、次のように報告していた。

一方、オーストリア少女監禁事件の被害者ナターシャ・カンプッシュ (Natascha_Kampusch) は、2010年の『ガーディアン』のインタビューで次のように述べている。

## 他の有名な事件
- よど号ハイジャック事件（1970年）

ある乗客は、「北帰行」を歌って犯人を激励した。また、別の乗客は飛行機を降りる時に「頑張って下さい」と言って犯人を激励した。乗客と犯人には、奇妙な連帯感があったという。
- パトリシア・ハースト事件（1974年）

犯行グループによって拉致された女性が、後にその犯行グループと共に銀行強盗の一味に加わっていたという事件。
- ジェイシー・リー・デュガード誘拐事件（1991年 - 2009年）
- 在ペルー日本大使公邸占拠事件（1996年 - 1997年）

## リマ症候群
ストックホルム症候群と同様の状況下で、監禁者が被監禁者に対して同情的な態度をとるようになる現象が提示されており、「リマ症候群」と呼ばれている。監禁者が考えを改めたり、被害者に対して共感を覚えることもあるとされる。
リマ症候群は、1996年から1997年にかけてペルーのリマにおいて発生した在ペルー日本大使公邸占拠事件にちなんで命名された。このとき武装した一団は、各国の駐ペルー特命全権大使、日本企業のペルー駐在員ら約600人を人質にした。しかし監禁者の一団は人質に同情し、数時間以内に200人以上の人質を解放した。

## 回復
症候を示す被害者は心的外傷後ストレス障害として扱われ、回復するために心理カウンセリングが行われる。ここで被害者は、自身の行為や感情が『人間のサバイバル術に由来すること』であり、『危機的状況における順応であること』を再認識するように促される。回復過程の期間は、サバイバル術由来の行動を減らすことを含めて、日常生活を取り戻すことに充てられる。
スペイン・バルセロナ自治大学の教授によると、加害者が元カレでも家族でも、一人ひとり状況が違うので注意が必要だという。親密な暴力によってストックホルム症候群が引き起こされると、歪んだ信頼関係によって被害者の反応や正常な判断力が損なわれると言う。教授によると、一般的な症状としては、圧倒的な罪悪感、恥ずかしさ、孤独感などがあり、被害者は「自分は傷つけられたが、相手は大切な存在だ」と感じているそうである。愛する人からの間接的、直接的な暴力に直面し、行動しなければならないという信じられないようなストレスに加え、被害者はさらに押しつぶされそうになるという。
そもそも、被害者はすでに加害者からの暴行から逃れられない状況にあり、トラウマから被害者からの十分な状況説明も期待できない。したがって、被害者を批判しないこと、すなわち5W1Hを詳しく聞かないことが重要であるが、もちろんこの場合、精神的なサポートは特に重要である。この症状は、特に未成年の場合に顕著である。被害者に、自分は生きている、加害者から離れなければいけないということを認識させることが重要である。
また、被害者は加害者をかばう傾向があり、自分の私生活を他人に知られたくないため、被害者の身近な他の重要人物は、被害者が加害者に翻弄されている状況に意外と気づいていないことが多い。

## 分析報告

### 精神障害の診断と統計マニュアル（DSM5、2013年）
本書は、心理障害の分類のための共通言語と標準的な基準を示すものである。ストックホルム症候群は、かつて一度も本書に記載されたことはない。多くの関係者が、心的外傷後ストレス障害に分類されると信じているからである。2013年に第5版が出版され、その日本語訳は2014年に出版されたが、ストックホルム症候群については記載されていない。

### Namnyak＝Tuftonらの調査（2008年）
研究グループは「ストックホルム症候群が多くメディアで報道されているものの、この現象について専門的な研究はあまりなされていないこと」を見つけた。あまり研究されてこなかったとは言うものの、ストックホルム症候群とは何かについて合意されているわけでもない。この用語は「誘拐」以外にも、あらゆる種類の虐待に使われるようになってきている。また「診断」するための症候について明確な定義も無いとしている。

### FBI Law Enforcement Bulletin（1999年）
FBIの1999年の報告書は、誘拐被害者のうち8%のみがストックホルム症候群の兆候を示したに過ぎないとしている。ドラマチックな事例のセンセーショナルな性質は、人々をしてこの現象を例外的なものではなく法則と見なせしめている。ストックホルム症候群が起きるための3つのカギとなる要素が識別されている（1.時間の経過、2.条件つきの接触、3.直接かつ継続的な虐待を伴わない不親切）。

### ロビンス＝アンソニーの調査（1982年）
ストックホルム症候群と同様の症状（破壊的なカルト被害）を史学的に研究してきたロビンスとアンソニーは、彼らの1982年の調査において「1970年代には洗脳のリスクと潜在的に関連するような逮捕事例が豊富にあること」を見つけた。彼らは「洗脳がこの時期にメディアによって注目されていたことが、ストックホルム症候群を心理状態と見なすような解釈をもたらした」と主張する。

## ポップカルチャーにおける表現

### ドラマ
- 『大都会 闘いの日々』(1976年7月6日)第27話「雨だれ」
- 『特捜エクシードラフト』(1992年)第9話「危険な家族ごっこ」
- 『クリミナルマインドFBI行動分析課』シーズン3 第13話「野心の果て(原題Limelight)」

### 映画
- 『スペーストラベラーズ』(2000年、日本) - 銀行強盗犯と人質が心理的につながる描画がされているシーンが長くある。
- 『ベルリン・シンドローム』（2017年、オーストラリア）[14]
- 『ストックホルム・ケース』（2018年、カナダ・アメリカ合衆国） - 語源になった、ノルマルム広場強盗事件を題材に描いた映画。